# بولو (لاعب كرة قدم)
خون أندوني بيريز ألونسو (بالإسبانية: Jon Pérez Bolo) (ولد في 5 مارس 1974)، المعروف بلقب بولو، هو لاعب كرة قدم إسباني باسكي معتزل كان يلعب كمهاجم وسط، وهو مدرب نادي أريناس غوتكسو.